# Magyargéc
Magyargéc is een plaats (község) en gemeente in het Hongaarse comitaat Nógrád. Magyargéc telt 856 inwoners (2001).